# Patrick Steffen (Volleyballspieler)
Patrick Steffen (* 2. Dezember 1990 in Berlin) ist ein deutscher Volleyballspieler.

## Karriere
Patrick Steffen ist der jüngere Bruder der Nationalspielerin Dominice Steffen. Er begann seine Karriere beim Berliner TSC. 2007 wechselte der im Mittelblock und als Diagonalangreifer einsetzbare Spieler zu den Volley YoungStars, dem Nachwuchsteam des VfB Friedrichshafen. 2011 wurde er vom Bundesligisten Netzhoppers Königs Wusterhausen verpflichtet. 2013 wechselte Steffen zum Zweitligisten TSV Herrsching, spielte dort aber nur eine Saison. Seit 2014 spielt er in der Schweiz beim SV Olten.